# Ghailene Chaalali
Ghailene Chaalali (28 de fevereiro de 1994) é um futebolista tunisino que joga pelo Espérance.

## Carreira
Foi convocado para defender a Seleção Tunisiana de Futebol na Copa do Mundo de 2018.